# Cyane Fossae
Cyane Fossae és un conducte al quadrangle Diacria de Mart. Es centra en 31,3 ° de latitud Nord i 121,2 ° de longitud Oest. Té una longitud de 913 quilòmetres i va rebre el nom d'un clàssic nom de característica albedo.
El terme "fossae" s'utilitza per indicar grans conductes quan s'utilitza la terminologia geogràfica relacionada amb Mart. Els conductes, de vegades també anomenats grabens, es formen quan l'estira de l'escorça fins a trencar-se, cosa que forma dos trencaments amb una secció mitjana que es mou cap avall, deixant escarpats penya-segats al llarg dels costats. De vegades, una línia de fosses es forma a mesura que els materials s'esfondren en un buit que es forma a partir de l'estirament.